# Alisotrichia sonora
Alisotrichia sonora är en nattsländeart som beskrevs av Bueno-soria och Harris 1993. Alisotrichia sonora ingår i släktet Alisotrichia och familjen smånattsländor. Inga underarter finns listade i Catalogue of Life.